# Omicron Lupi
Désignations
Omicron Lupi (en abrégé ο Lup) est une étoile binaire de la constellation australe du Loup. Elle est visible à l'œil nu avec une magnitude apparente combinée de 4,32.
Le système présente une parallaxe annuelle de 8,07 mas mesurée par le satellite Hipparcos, ce qui indique qu'il est distant d'environ ∼ 400 a.l. (∼ 123 pc) de la Terre. Il s'éloigne du Système solaire à une vitesse radiale de +7 km/s. À cette distante, sa magnitude visuelle est diminuée de 0,13 en raison de l'extinction créée par la poussière interstellaire. Le système est membre du sous-groupe Haut-Centaure Loup de l'association Scorpion-Centaure, qui est l'association d'étoiles massives de types O et B la plus proche du Système solaire,.
Omicron Lupi est une binaire visuelle dont les étoiles sont séparées de 0,1 seconde d'arc seulement. Sa composante primaire, désignée Omicron Lupi A, est une étoile sous-géante bleu-blanc de type spectral B5 IV et de magnitude 4,84. Elle montre des variations de vitesse radiale qui pourraient indiquer la présence d'un compagnon invisible en orbite, avec une séparation d'au moins 17 ua et avec une période minimale de 27 ans. Le spectre de l'étoile visible montre un effet Zeeman indiquant l'existence d'un champ magnétique, dont la force est comprise entre −94 et 677 G. La deuxième étoile visible, Omicron Lupi B, a une magnitude visuelle de 5,27.